# Aquarius (Schiff)
Die Aquarius (seit August 2018 Aquarius 2) ist ein privates Vermessungsschiff, das von 2016 bis 2018 als Rettungsschiff von einer privaten Hilfsorganisation im Mittelmeer eingesetzt wurde. Unter dem Namen Meerkatze war es von 1977 bis 2008 als staatliches Fischereischutzschiff der Bundesrepublik Deutschland im Einsatz. Durch seine Fahrt von der Straße von Sizilien nach Valencia in Spanien wurde das Schiff im Juni 2018 weltweit bekannt. Ende 2018 wurden die Einsätze des Schiffes eingestellt.

## Technische Daten
Das Schiff wird dieselelektrisch angetrieben. Die Fahrmotoren sind zwei Elektromotoren der Siemens AG Dynamowerke mit einer Leistung von jeweils 1125 kW, die auf einen Festpropeller wirken. Für die Stromerzeugung stehen vier Dieselgeneratoren mit insgesamt 2897 kW Leistung sowie ein Hafen- bzw. Notgenerator mit 158 kW Leistung zur Verfügung. Das Schiff ist mit einer Querstrahlsteueranlage ausgestattet.

## Geschichte

### Meerkatze
Das Schiff wurde unter der Baunummer 13453 auf der Fr. Lürssen Werft gebaut. Die Kiellegung fand am 9. Juni und der Stapellauf am 19. November 1976 statt. Die Fertigstellung des Schiffes erfolgte am 9. Dezember 1977. Das Schiff, das von der Bundesanstalt für Landwirtschaft und Ernährung bereedert wurde, ersetzte die Meerkatze II, das ehemalige Forschungsschiff Anton Dohrn, das diesen Namen seit der Außerdienststellung der ersten Meerkatze getragen hatte.
Das vom Germanischen Lloyd klassifizierte Schiff verfügt über die Eisklasse E2. Es wurde schwerpunktmäßig in der mittleren Nordsee und im Nordatlantik eingesetzt. Durch seine Bauform ist das Schiff selbst bei schwerem Wetter außerordentlich seetüchtig. Zum Jahresbeginn 2009 wurde es außer Dienst gestellt und im April desselben Jahres durch einen gleichnamigen Neubau ersetzt.

### Aquarius

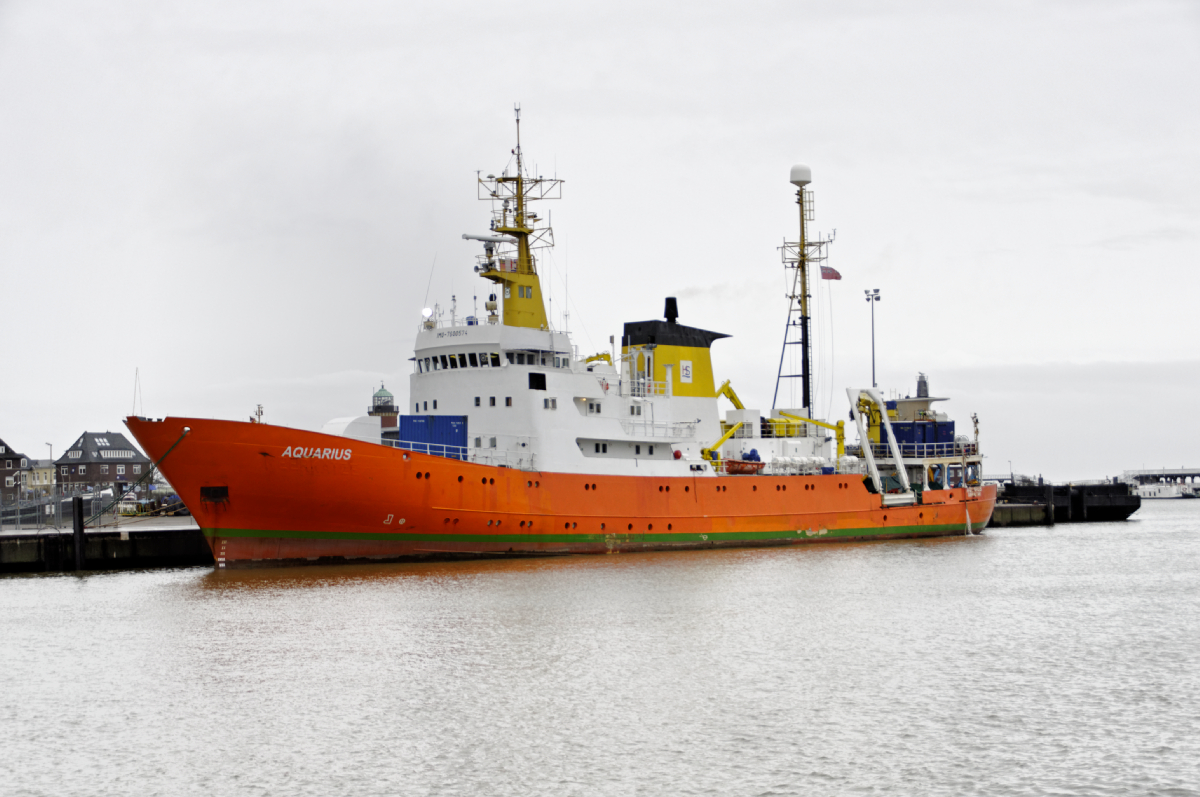
Vermessungsschiff Aquarius (2012)

Nach der Außerdienststellung 2008 wurde das Schiff von der Reederei RS Research Shipping (heute: Jasmund Shipping) in Bremen ersteigert, am 2. April 2009 übergeben und anschließend umgebaut. Unter dem Namen Aquarius kam es unter der Flagge Gibraltars als privates Vermessungsschiff wieder in Fahrt. Bis Ende 2015 war es zu Öllagerstätten unterwegs oder wurde bei der Verlegung von Meereskabeln und im Windenergiegeschäft eingesetzt. Es war zuletzt in Mukran auf Rügen stationiert, dem Heimathafen des Lietzower Reeders Christoph Hempel. Ihr vorerst letzter Einsatz als Vermessungsschiff führte die Aquarius im Spätherbst 2015 vor die sibirische Küste.

### Einsatz in der Flüchtlingskrise
Ab Februar 2016 charterte die Organisation SOS Méditerranée das Schiff und setzte es im Mittelmeer im Rahmen der Seenotrettung von Menschen ein, die ohne Einreisepapiere über die Mittelmeerroute in die EU gelangen wollen.
Bei ihren Einsätzen kreuzte die in Catania auf Sizilien stationierte Aquarius unter anderem in den Gewässern um Lampedusa und in der Nähe der libyschen Küste. Bereits im Jahresverlauf 2016 nahm sie im Mittelmeer mehr als 10000 Menschen aus Seenot auf. An Bord befanden sich neben der Mannschaft 23 Mitarbeiter der das Schiff betreibenden Hilfsorganisationen: dreizehn Helfer von SOS Méditerranée und zehn Mitarbeiter von Ärzte ohne Grenzen (MSF).
Im Sommer 2017 gehörten die Betreiber der Aquarius zu den privaten Organisationen, die den vom damaligen italienischen Innenminister Marco Minniti vorgelegten Verhaltenskodex der italienischen Regierung unterzeichneten, der Rettungsfahrten in Eigenregie ausschließt. Sämtliche Rettungsaktionen müssen vom zentralen Einsatzkommando der italienischen Küstenwache (MRCC Rom) koordiniert werden.
Im Jahr 2018 waren neben der Aquarius und dem im März 2018 von der italienischen Staatsanwaltschaft vorübergehend beschlagnahmten spanischen Schlepper Open Arms nur noch die deutsche Sea-Watch 3, die unter niederländischer Flagge fahrenden Schiffe Lifeline und Seefuchs und einige kleinere Boote in der Seenotrettung von Flüchtlingen auf dem Mittelmeer aktiv.
Im Dezember 2018 gab die Organisation bekannt, den Einsatz der Aquarius zu beenden, weil der politische Druck zu groß sei. Man beklagte einen „Höhepunkt der Kriminalisierung von humanitärer Hilfe auf See“. Bis zu diesem Zeitpunkt hatte die Aquarius etwa 30.000 Migranten auf See gerettet.

#### Irrfahrt mit Flüchtlingen im Juni 2018
Die Zahl der Abreisen von der libyschen Küste in nicht seetauglichen Schlepperbooten hatte Anfang Juni 2018 wieder markant zugenommen. Neben der Jahreszeit spielte eine Rolle, dass die libysche Küstenwache wegen des wieder aufflammenden Bürgerkriegs in Libyen kaum noch präsent schien. In der Zeit vom 8. bis 10. Juni 2018 wurden von verschiedenen Schiffen, darunter die Aquarius, über 1200 Menschen gerettet.
Auf der Aquarius befanden sich 629 Migranten, die im Zuge einer neunstündigen Rettungsfahrt am Abend des 9. Juni von diversen Booten an Bord genommen worden waren und aus 31, großteils subsahara-afrikanischen Ländern stammten. Nach Angaben der Hilfsorganisation, die die geretteten Bootsinsassen zuvor gewöhnlich nach Italien brachte, waren darunter 123 unbegleitete Minderjährige, elf kleine Kinder sowie sechs bis neun schwangere Frauen. Außerdem waren nach Angaben von Ärzte ohne Grenzen, die den Transport medizinisch betreuen, Verletzte auf dem Schiff, die während ihrer Rettung Unterkühlungen erlitten hatten oder reanimiert werden mussten, sowie 21 Patienten mit Verätzungen durch Kontakt mit Brennstoffen. Zwei junge Migranten gelten nach Angaben der Helfer als vermisst und sind wahrscheinlich im Rahmen der schwierigen Rettungsaktion der Aquarius ertrunken.
Der kurz zuvor ernannte italienische Innenminister Matteo Salvini, Chef der fremdenfeindlichen italienischen Partei Lega Nord, erklärte am 10. Juni überraschend, er werde das Schiff in seinem Land nicht anlanden lassen; und die maltesische Regierung verweigerte der Aquarius die von Italien geforderte Einfahrt in den Hafen von Malta. Nach zwei Tagen diplomatischen Streits zwischen Italien und Malta erklärte der kurz zuvor ins Amt gewählte Regierungschef Spaniens, der Sozialist Pedro Sánchez, sein Land werde die Migranten aufnehmen. Die Aquarius befand sich zu dieser Zeit 1300 Kilometer von der spanischen Küste entfernt, was eine Reise von etwa vier Tagen bedeutete. Da die Witterungsbedingungen für die weite Fahrt zu schlecht seien und an Bord die Nahrungsmittelvorräte zu Ende gingen, bot auch die von den korsischen Nationalisten dominierte Regionalregierung der französischen Insel Korsika an, einen korsischen Hafen für die Aquarius zu öffnen. Kurz zuvor hatte die Seenotrettungsleitstelle MRCC Rom entschieden, die Menschen auf italienischen Schiffen in den Hafen von Valencia zu bringen. Etwa 500 Personen wurden auf zwei italienische Schiffe verteilt, während die übrigen Schiffbrüchigen auf der Aquarius blieben. Unterdessen versorgte ein italienisches Schiff die Aquarius über Beiboote mit frischen Lebensmitteln.

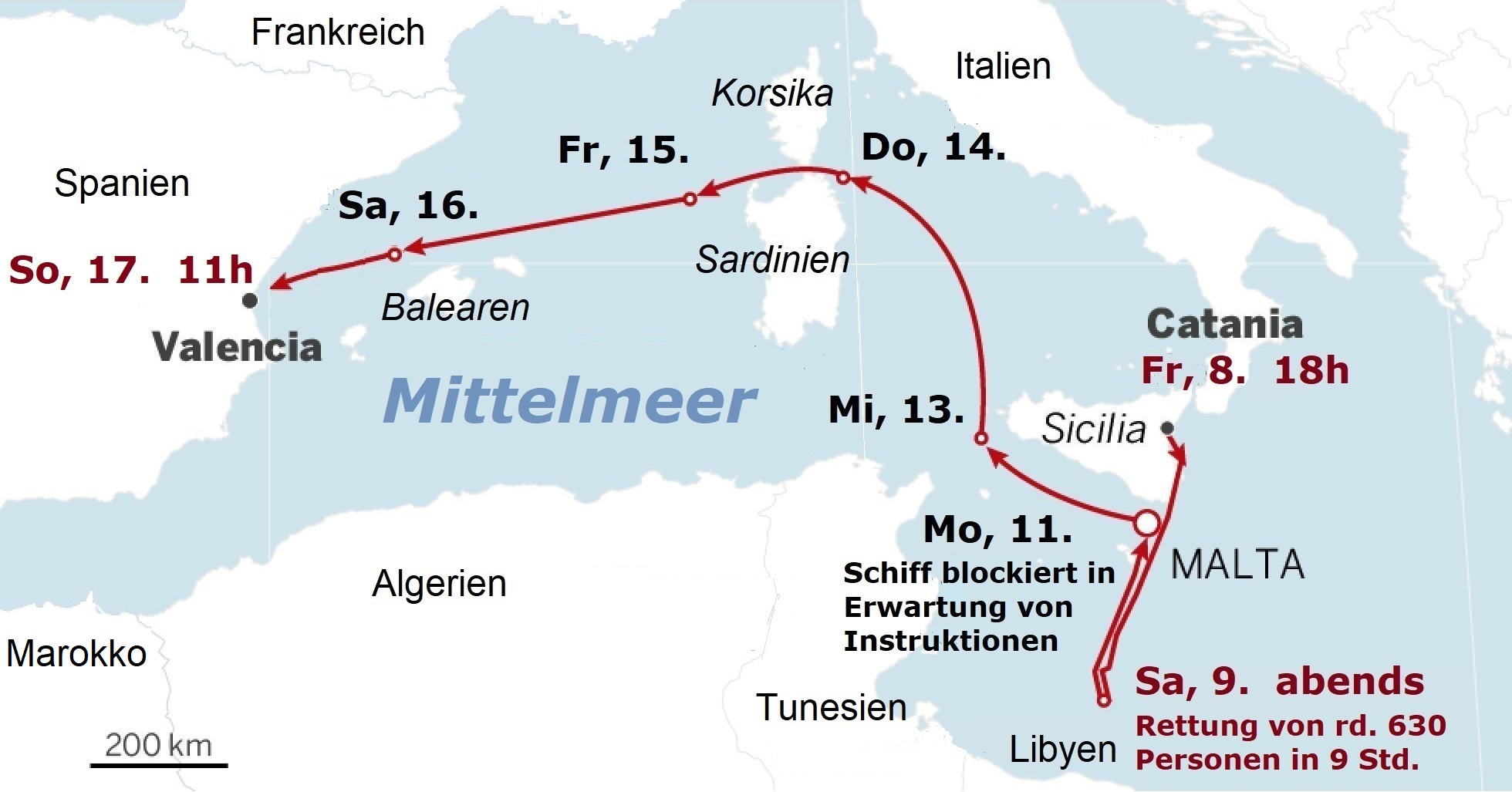
Fahrt der Aquarius vom 8. bis 17. Juni 2018
Quelle: El País, Naiara Galarraga (Korrespondentin auf der Aquarius)

Nach der Umladung ihrer Passagiere nahm die Aquarius am Abend des 12. Juni kurz vor 22:00 Uhr zusammen mit ihren beiden Begleitschiffen, den Hochseepatrouillenbooten L. Dattilo der italienischen Küstenwache und Orione der italienischen Marine, Kurs auf Valencia. Auf der Aquarius befanden sich noch 106 Aufgenommene: 51 Frauen, 45 Männer und 10 Kinder. Bei der von einer Triagekommission von Ärzte ohne Grenzen unter großem Zeitdruck getroffenen Auswahl handelte es sich um die als besonders verwundbar eingestuften Fälle unter den Mitreisenden: neben Verletzten und Kranken die Schwangeren und Kleinkinder mit ihren Müttern sowie deren männliche Begleitpersonen; zuletzt auch einige unbegleitete Jugendliche, die alle jünger als 15 Jahre alt sein und aus dem Sudan und Eritrea stammen sollen. Für die Reise waren schwere Wetter mit über vier Meter hohen Wellen und Gewittern angekündigt. Nach dem Verlassen der Straße von Sizilien geriet das Schiff in der Nacht in bis zu 30 Knoten starke Winde, viele Leute an Bord waren seekrank und sehr erschöpft. In kritischem Zustand befand sich nach Angaben der Helfer aber keiner der Passagiere. Nach dem Durchfahren der Straße zwischen Korsika und Sardinien am 14. Juni verbesserten sich die Wetteraussichten. Die ursprünglich für Samstag, den 16. Juni, erwartete Ankunft in Valencia verzögerte sich um knapp einen Tag.
Am 16. Juni 2018 erreichte der Konvoi spanische Hoheitsgewässer und passierte im Tagesverlauf die Balearischen Inseln. Östlich von Menorca wartete das Hochseepatrouillenboot Vigía der spanischen Marine auf die Aquarius, das den Konvoi bis zum Zielhafen geleitete. Auf dem letzten Reiseabschnitt herrschte leicht bewegte See und die Schiffe fuhren mit einer Geschwindigkeit von etwa 8 Knoten. Um eine bessere Betreuung sicherzustellen, fuhren die drei Schiffe zeitversetzt im Abstand von mehreren Stunden nach Valencia ein. Knapp 300 Angehörige des spanischen Roten Kreuzes, unterstützt von tausenden Freiwilligen, standen bereit, um die Unterbringung und Erstversorgung vor Ort zu organisieren. Am frühen Morgen des 17. Juni erreichte als Erstes die L. Dattilo mit 273 Flüchtlingen an Bord den Hafen von Valencia. Kurz vor 11 Uhr lief die Aquarius im Hafenbecken von Valencia ein, eskortiert von der Vigía, mehreren Seenotrettungsbooten sowie Schiffen der Guardia Civil und spanischer NGOs, darunter die Open Arms. Mit der Ausschiffung der Insassen wurde nach Mittag begonnen. Anders als die auf der L. Dattilo transportierten Menschen waren sie über die laufenden Geschehnisse im Bilde und wussten, wo sie sich befanden. Die Orione erreichte den Hafen am Nachmittag mit 250 Flüchtlingen. Die unbegleiteten Minderjährigen auf den Schiffen, die größtenteils zwischen 15 und 17 Jahre alt sein sollen, wurden von der Hilfsorganisation Save the Children in Empfang genommen. Insgesamt 144 Personen mussten in Krankenhäuser gebracht werden. Nach Gesundheits- und Identitätskontrollen durch Amtsärzte und Nationalpolizei wurden die übrigen Menschen vom Hafen in Quartiere der valencianischen Landesregierung gebracht, wo sie die erste Woche nach ihrer Ankunft an Land verbringen.
Anders als Migranten, die nach illegalem Grenzübertritt auf Booten und Flößen an der spanischen Küste aufgegriffen werden (das waren an dem Wochenende vom 15. bis 17. Juni allein im Küstenabschnitt zwischen Motril und Tarifa in Andalusien 1103 Menschen), erhielten die als Schiffbrüchige angelandeten Flüchtlinge von der Aquarius in Spanien ein humanitäres Aufenthaltsrecht von 45 Tagen, in denen sie keine Asylanträge zu stellen brauchen und keine Abschiebung befürchten müssen. Aufgrund einer bilateralen Absprache können sie auch unmittelbar in Spanien Schutzanträge für Frankreich stellen. Sie könnten auch die Weiterreise antreten. Minderjährige und Schwangere genießen auch über die 45-Tage-Frist hinaus Abschiebeschutz. Nach ihrer Ankunft erklärten nach Angaben des spanischen Flüchtlingshilfswerks (CEAR) alle 629 auf der Aquarius aufgenommenen Menschen, Asyl beantragen zu wollen, etwa zur Hälfte in Spanien und in Frankreich.

#### Gegenstand politischen Streits
Das Verhalten der Regierungen führte ab Mitte Juni 2018 zu einer flüchtlingspolitischen Diskussion auf europäischer Ebene, in der Frans Timmermans, der Vize-Präsident der EU-Kommission, die EU-Mitgliedstaaten zu einer gemeinsamen Lösung des Migrationsproblems im Mittelmeer aufforderte. „Wir müssen das Sterben im Mittelmeer stoppen“, sagte er vor dem Europaparlament. In der Debatte beklagte der Vorsitzende der sozialdemokratischen Fraktion, Udo Bullmann (SPD), die Kinder und schwangeren Frauen auf dem Boot seien in einer „verheerenden Lage“. Der Fraktionschef der Liberalen, Guy Verhofstadt, sprach von einem „Skandal“. Zustimmung für die Abweisung der Aquarius kam von dem Österreicher Harald Vilimsky (FPÖ), einem Vertreter der Rechtsfraktion im Europäischen Parlament, der Italiens Innenminister Salvini lobte.
Salvini dankte der spanischen Regierung für ihr „gutes Herz“ und feierte die Aufnahme der Bootsflüchtlinge durch Spanien innenpolitisch als Erfolg seiner harten Haltung. Erst dadurch sei es Italien gelungen, eine neue politische Diskussion über die Einwanderung auf europäischer Ebene anzustoßen. Die Abweisung der Aquarius war zuvor auch innerhalb Italiens kritisiert worden. Mehrere Bürgermeister italienischer Hafenstädte wie Palermo und Neapel hatten Bereitschaft bekundet, ihre Häfen für die Aquarius zu öffnen. Kritik an der Maßnahme kam auch aus dem Vatikan. Kritisiert wurde Salvini auch von Vertretern der linkspopulistischen Fünf-Sterne-Bewegung, die als Koalitionspartnerin der Lega an der italienischen Regierung beteiligt ist. Verkehrsminister Danilo Toninelli verteidigte das Vorgehen hingegen als „angemessenen politischen Pragmatismus“, da Italien die Verantwortung nicht allein tragen könne. Der ebenfalls zu den Fünf Sternen gehörende Bürgermeister von Livorno musste seine Zusage zur Öffnung des Hafens der Stadt für die Aquarius auf Druck der Regierungskoalition wieder zurücknehmen. Innenminister Salvini bekräftigte, dass die Häfen des Landes für Flüchtlingsschiffe von Hilfsorganisationen geschlossen blieben, während staatliche Schiffe nach wie vor gerettete Migranten in italienischen Häfen an Land bringen könnten.
Frankreichs Präsident Emmanuel Macron warf der italienischen Regierung wegen ihres Verhaltens in der Aquarius-Affäre „Zynismus und Verantwortungslosigkeit“ vor. Wenige Tage vor dem geplanten Antrittsbesuch des italienischen Ministerpräsidenten Giuseppe Conte in Paris wurde daraufhin der französische Botschafter in Rom, Christian Masset, vom italienischen Außenminister Enzo Moavero Milanesi zur Aussprache einbestellt. Salvini forderte eine Entschuldigung von Macron und stellte andernfalls Contes Besuch in Paris in Frage. Unterdessen bot der französische Außenminister Le Drian seinem spanischen Amtskollegen Borrell an, Passagiere der Aquarius in Frankreich aufzunehmen. Die Regierungschefs beider Länder einigten sich daraufhin, dass Insassen des Aquarius-Konvois, die nach Frankreich weiterreisen möchten, unbürokratisch über die französische Grenze geleitet werden. Die Stimmung in Frankreich war gespalten: Während einigen Anhängern der Präsidentenpartei La République en marche die zunächst nur verhaltenen Reaktionen der französischen Regierung nicht weit genug gingen, lobte die Front-National-Vorsitzende Marine Le Pen das italienische Vorgehen und charakterisierte die Abweisung der Aquarius als „australische Methode“, die dazu geführt habe, dass der Strom illegaler Einwanderer nach Australien versiegt sei (siehe Migrations- und Asylpolitik Australiens). Der bürgerliche Abgeordnete Éric Ciotti forderte, die Aquarius müsse an die libysche Küste zurückkehren, und erklärte dazu: „Härte ist das Unterpfand der Humanität.“
Im Europäischen Parlament in Straßburg fand am 13. Juni 2018 auf Antrag des Belgiers Philippe Lamberts, Vorsitzender der Grünen Fraktion, eine außerordentliche Aussprache über die Abweisung der Aquarius statt, an der allerdings fast ausschließlich spanische und italienische Europaabgeordnete teilnahmen. Einige klagten die Verletzung internationalen und maritimen Rechts durch Italien an, teilweise mit scharfen Worten, während andere die italienische Führung gegen Vorwürfe der Fremdenfeindlichkeit in Schutz nahmen. Migrationskommissar Dimitris Avramopoulos erklärte, er werde sich nicht auf das „Spielchen gegenseitiger Schuldzuweisungen“ einlassen. Bei ihrem Arbeitsessen in Paris am 15. Juni bemühten sich indessen Macron und Conte um die Annäherung ihrer Standpunkte. Beide forderten eine völlige Neuordnung des europäischen Asylsystems und die Abkehr vom nicht funktionierenden Prinzip des Dubliner Übereinkommens, das dem Ersteintrittsland von Flüchtlingen zu hohe Lasten auferlege. Am 11. August 2018 forderte Bundeskanzlerin Merkel eine Neuordnung der europäischen Asylpolitik.

#### August 2018
Am 10. August nahm die Aquarius 141 Menschen (die meisten angeblich aus Somalia und Eritrea; 67 von ihnen angeblich unbegleitete Minderjährige) an Bord. Spanien verweigerte der Aquarius den Zugang nach Valencia, weil dieser Hafen nicht der dem Rettungsort nächstliegende ist, wie vom internationalen Recht gefordert wird.
Die Schifffahrtsverwaltung (Gibraltar Maritime Administration) von Gibraltar, wo die Aquarius bisher registriert war, verfügte gegenüber dem Eigner die Löschung der Aquarius aus dem Schifffahrtsregister von Gibraltar mit Wirkung ab dem 20. August 2018. Grund dafür ist, dass die Aquarius als Vermessungsschiff registriert ist, tatsächlich aber als Rettungsschiff eingesetzt wird. Vorher hatte die Gibraltar Maritime Administration den Eigner erfolglos aufgefordert, diese der Registrierung nicht entsprechende Nutzung des Schiffes zu unterlassen. Mit dem Ende der Registrierung ist die Aquarius nicht mehr berechtigt, die Flagge von Gibraltar zu führen. Das Schiff führte seit dem Verlust der Flagge Gibraltars die von Panama und wurde im Zusammenhang mit dem Flaggenwechsel in Aquarius 2 umbenannt. Ende September 2018 entzog auch Panama die Registrierung, nachdem Italien Berichte überstellt hatte, das Schiff würde sich nicht an internationale Vereinbarungen halten und gerettete Flüchtlinge nicht in ihren Ausgangshafen zurückbringen. Die Aktivisten transportierten zu dem Zeitpunkt zehn Pakistanis und einen Ivorer, die sie 28 Seemeilen vor der Küste Libyens aufgenommen hatten. Sie hatten sich erneut geweigert, die Anweisung zu befolgen, der libyschen Küstenwache die Menschen zu übergeben. Letztlich erklärte sich Malta bereit, das Schiff anlegen zu lassen, nachdem die Regierungen von Deutschland, Frankreich, Portugal und Spanien versprochen hatten, die mittlerweile 58 Migranten aufzunehmen.